# Слатшејминг
Слатшејминг је пракса критиковања људи, посебно жена и девојака, за које се сматра да крше очекивања понашања и изгледа у вези са питањима везаним за сексуалност.    Израз се користи да оснажи жене и девојке да имају право на своју сексуалност.  Слатшејминг се ретко дешава хетеросексуалним мушкарцима. 
Примери слатшејминга укључују критиковање или кажњавање због: кршења правила облачења провокативним и сексуалним облачењем; тражења приступа контроли рађања;    имања предбрачног, ванбрачног, повременог или промискуитетног секса; или бављења проституцијом.   То такође може укључивати окривљавање жртве за силовање или сексуално злостављање.  

## Дефиниције и карактеристике
Слатшејминг укључује критиковање жена због њиховог кршења прихваћених кодекса сексуалног понашања,  тј. опомињање због понашања, одеће или жеља које су сексуалније него што друштво сматра прихватљивим.    
Слатшејминг користе мушкарци и жене.   Слатшејминг функционише међу девојкама и женама као начин сублимирања сексуалне љубоморе „у друштвено прихватљивом облику друштвене критике сексуалног изражавања девојака или жена“.  Жене које слатшејмују друге жене континуирано примењују неповољне сексуалне двоструке стандарде које су успоставили мушкарци.  Термин се такође користи да опише окривљавање жртве за силовање и друге сексуалне нападе. Ово се ради тако што се наводи да је кривично дело (делимично или у потпуности) проузроковала жена која је носила провокативну одећу или се понашала на сексуално провокативан начин, пре него што је одбила пристанак на секс,  чиме је починиоца ослободила кривице. Сексуално попустљиви појединци могу бити изложени ризику од друштвене изолације. 
Радња слатшејминга може се сматрати обликом друштвене казне и представља аспект сексизма, као и женског интрасексуалног надметања. Срамотање дроља је облик интрасексуалног надметања јер израз "дроља" умањује вредност жене, јер је бити "дроља" против женских родних норми. 
Друштвени покрет спада у категорију феминизма. Ово изазива контроверзу јер родне улоге имају значајну улогу у друштвеном покрету. Тема слатшејминга баца светло на социјална питања која су повезана са двоструким стандардима. То је зато што су мушкарци, за разлику од жена, ретко слатшејмовани. 
Истраживачи са Универзитета Корнел открили су да се осећања слична слатјшејмингу појављују и у контексту несексуалног, истополног пријатељства.  Истраживачи су натерали студенткиње да прочитају вињету која описује имагинарну вршњакињу „Џоан“, а затим да оцене своја осећања о њеној личности.  За једну групу жена, Џоан је описана као да је имала два сексуална партнера; у другој групи, имала је 20 партнера.  Студија је открила да су жене — чак и жене које су и саме биле промискуитетније — оцениле Џоан са 20 партнера као „мање компетентну, емоционално стабилну, топлу и доминантну од Џоан која се хвалила само два“.  

## Друштво и култура

### Историја
Чин слатшејминга постоји вековима, расправа о њему је израсла из друштвених и културних односа и прекорачења граница онога што се сматра нормативним и прихватљивим понашањем. Други талас феминизма је значајно допринео дефиницији и чину срамоте дроља. Трагајући уназад до индустријске револуције и Другог светског рата, родне улоге мушкараца биле су улоге хранитеља. Мушкарци су чинили већину радне снаге, док су жене биле социјализоване и научене да прихвате култ домаћинства и вођења куће.  Ауторка Емили Пул тврди да је сексуална револуција 1960-их и 1970-их повећала стопу употребе контрацепције, као и стопу предбрачног секса.  Штавише, феминистичке списатељице током 1960-их и 1970-их, међу којима су Бети Фридан, Глорија Стајнем и Кејт Милет, подстицале су жене да буду отвореније са својом сексуалношћу у јавном окружењу. 
Слатшејминг има корелацију са социо-економским статусом појединца, који карактерише богатство, образовање и занимање. У 18. веку, "дроља" је био уобичајен израз који су користили мушкарци и жене из више класе да деградирају службенице ниже класе. 

### Модерно друштво
Слатшејминг преовлађује на платформама друштвених медија, укључујући најчешће коришћене: Јутјуб, Инстаграм, Твитер и Фејсбук.  
The Pew Research Center је известио да су најчешће мете узнемиравања на интернету често младе жене. Наводећи да је 50% младих испитаница на Интернету названо увредљивим именима или осрамоћено. Конкретно, они који су имали од 18 до 24 године искусили су различите количине озбиљног узнемиравања по запањујуће високим стопама. Жене које су биле ухођене на интернету биле су 26%, док су мете сексуалног узнемиравања биле на 25%. 
На Међународном форуму за женске студије, истраживач Џесика Мегари тврди да је узнемиравање пренето у студији случаја хештега #mencallmethings открило да је то био облик онлајн сексуалног напада, посебно на Твитеру. На хештегу, жене би колективно твитовале примере узнемиравања које су примиле од мушкараца.  Ова врста узнемиравања укључивала је било шта, од увреда везаних за изглед, прозивања, чак и силовања, претњи смрћу и слатшејминга.  
Пример лика у литератури који је описан као неко ко је слатшејмован је лик Лили Барт у Кући весеља Идит Вортон. 
Протестни марш Слатвок је настао у Торонту као одговор на инцидент када је полицајац из Торонта рекао групи студената да могу да избегну сексуални напад тако што се не облаче као "дроље".     Друга годишња шетња Амбер Роуз у Лос Анђелесу 2016. године  и у Вашингтону 2014. године. 
Слатшејминг је коришћено као облик малтретирања на друштвеним мрежама, а неки људи користе тактику осветничке порнографије како би ширили интимне фотографије без пристанка. Године 2012, калифорнијску тинејџерку Одри Пот сексуално су напала три дечака на забави. Она је извршила самоубиство осам дана након што су њене вршњачке групе дистрибуиране фотографије на којима је нападнута. 

## Активизам
Активизам против слатшејминга одвија се широм света. Учесници су прекрили своја тела порукама „Не говори ми како да се облачим“ и „Нисам дроља, али волим да имам секс по пристанку“ и марширају под огромним транспарентом са речју дроља. Активизам се догодио у Ванкуверу, Њујорку, Рију, Јерусалиму, Хонг Конгу и другим местима. 
Године 2008, стотине Јужноафриканке протестовале су на локалном такси стајалишту које су носиле миниће и мајице са натписом „Pissed-Off Women“ након што су се таксиста и више продавача суочили са младом девојком јер носи кратки минић од тексаса и пенетрирали је са својим прстима, више пута је називајући дрољом. 
Након групног силовања 16-годишње девојке у несвести у Стубенвилу, Охајо, августа 2012. године, фудбалери су проширили видео-снимке напада другим колегама из разреда, од којих су неки поставили видео снимке на Твитер и Инстаграм. Власти су касније уклониле слике и видео записе; међутим, то није спречило људе да у својим твитовима хеш-тагују „статус курве“ или „немам симпатија за курве“. Чланови колектива Анонимуси објавили су имена силоватеља и другова из разреда који су снимак пренели локалним властима. Изашли су на улице и интернет тражећи помоћ од заједнице да донесу правду силованој Џејн Доу. 